# Satén

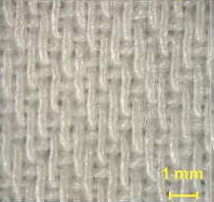
Satén z lyocellové příze (7x zvětšeno)

Satén je tkanina v atlasové vazbě s vysokým leskem na lícní straně, kde převažují osnovní nitě.
Tkaniny se vyrábí převážně z přízí z nekonečných vláken (přírodní hedvábí, viskóza, polyester, polyamid) s použitím na večerní šaty, podšívkovinu, spodní a noční prádlo.
Známé jsou také bavlněné satény, ze kterých se šijí povlaky na posteloviny, závěsy nebo i halenky a večerní šaty. Bavlněné tkaniny jsou většinou mercerované, levnější zboží je jen kalandrované.
Nejstarší saténové tkaniny jsou známé od období čínské dynastie Song (960-1127). Ve středověku se odtud vyváželo toto lesklé zboží do Evropy po Hedvábné stezce. Název satén je odvozen od jména čínského města Tchien-ťin v arabštině vyslovovaného Zaitun. Přes tamější přístav se satén později exportoval.

## Pletený satén
- Osnovní niti se při kladení posouvají střídavě o jednu a o tři jehly, takže mezi dvěma sloupci vzniká spojení ve tvaru platinového obloučku. Obloučky mohou být otevřené nebo uzavřené podle toho se pak pletenina nazývá otevřený nebo uzavřený satén.

Použití: např. dámské spodní prádlo (polyamid s 15-20% elastanu)
- Pod značkou satin sheer (z angl.: průhledný satén) se prodávají jemné punčochy a punčocháče. Je to zátažná pletenina obvykle z kombinace:

Jeden řádek z lycry obeskávané hladkým nebo tvarovaným polyamidovým filamentem / jeden řádek z hladké polyamidové niti.
Zboží má měkký omak, hedvábný lesk a trvalý tvar. 

## Galerie saténu

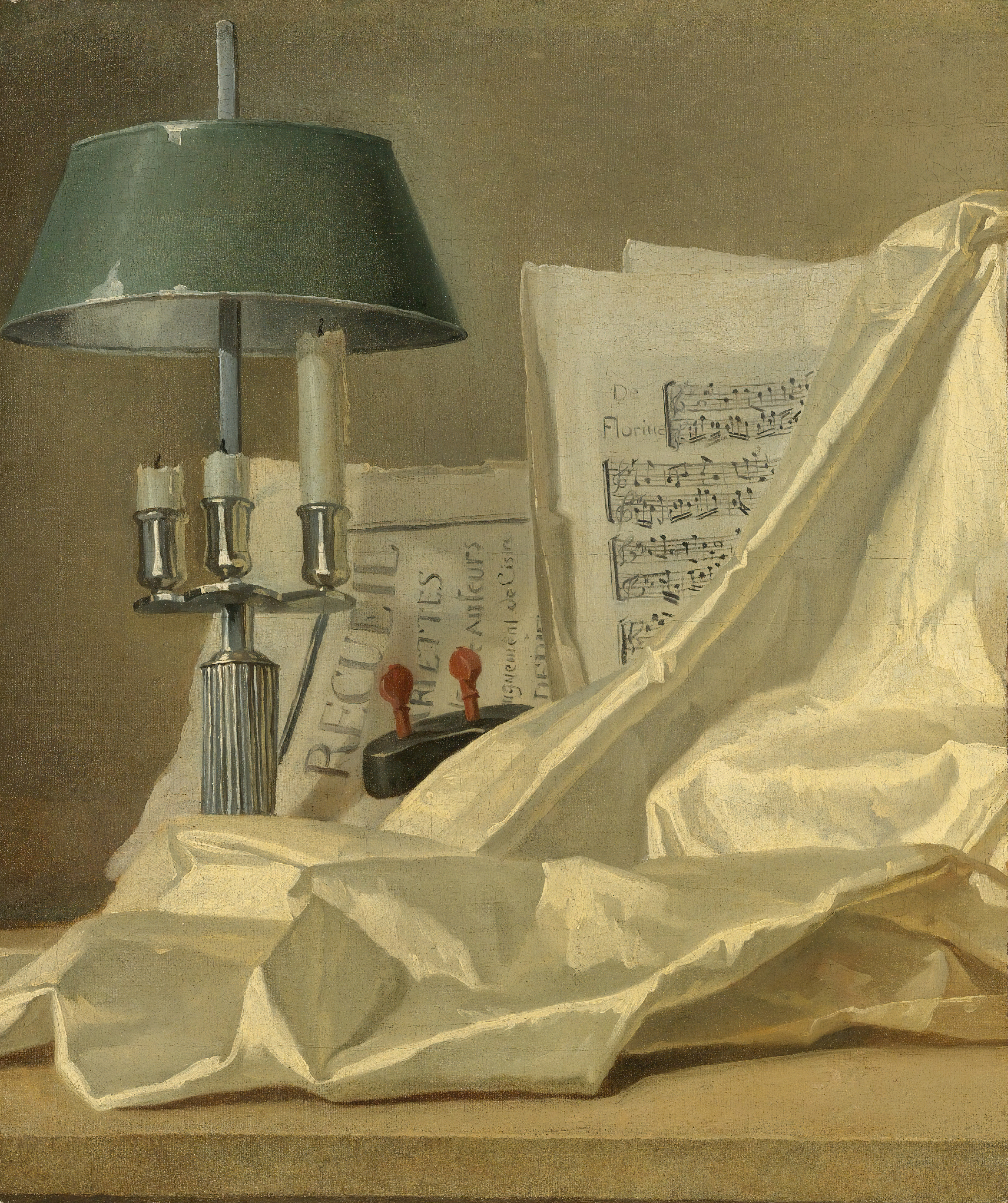
Zátiší olej ze 2. poloviny 18. století
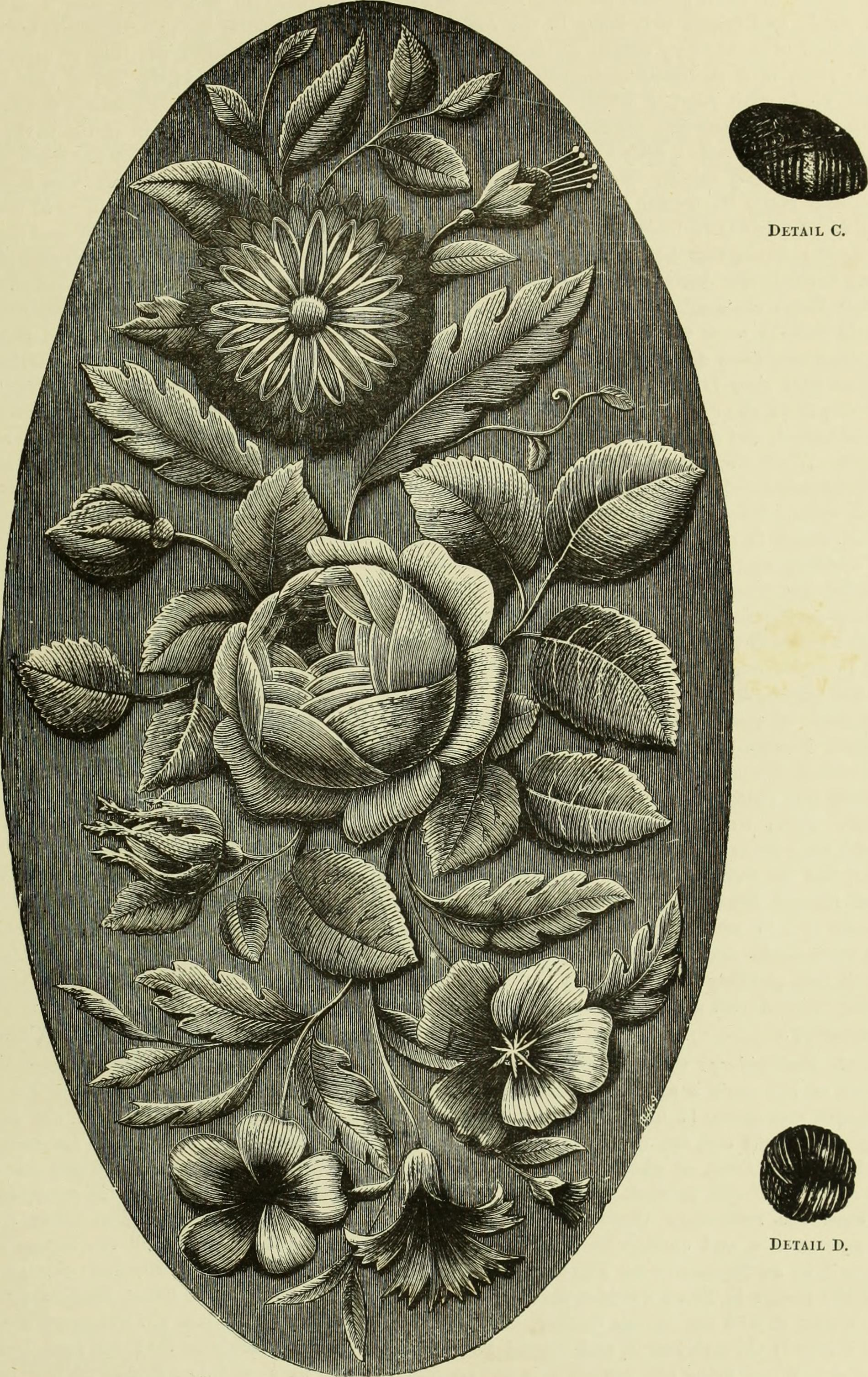
Výšivka saténovými stehy (asi 1880)
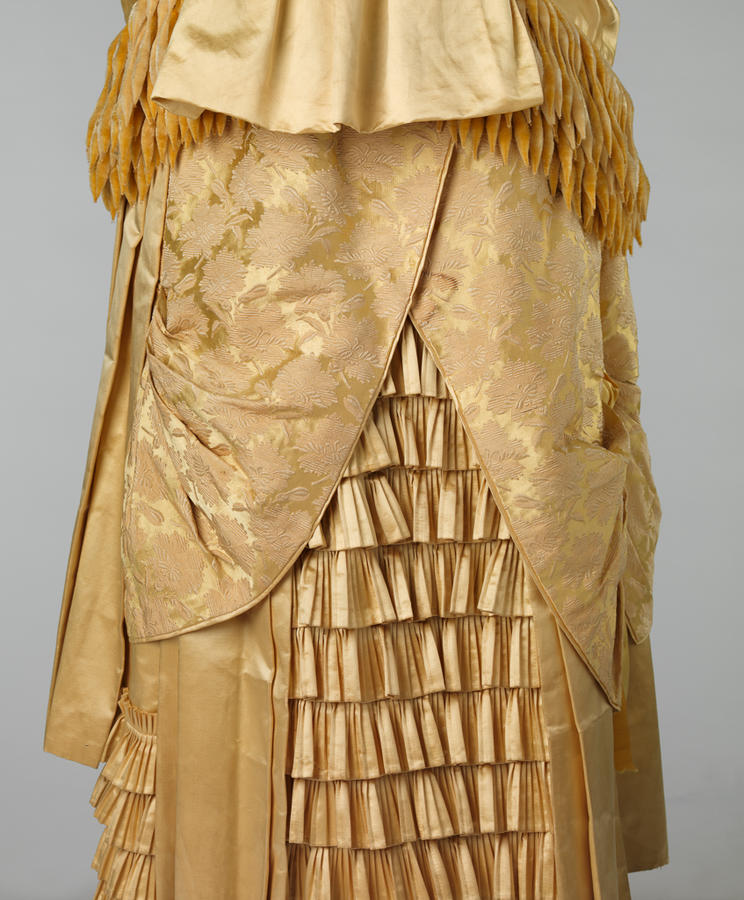
Večerní šaty z hedvábného saténu (1884)
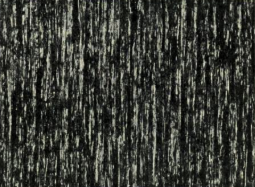
Hedvábný osnovní satén z  roku 1916 (158 nití/cm, 20x zvětšeno)
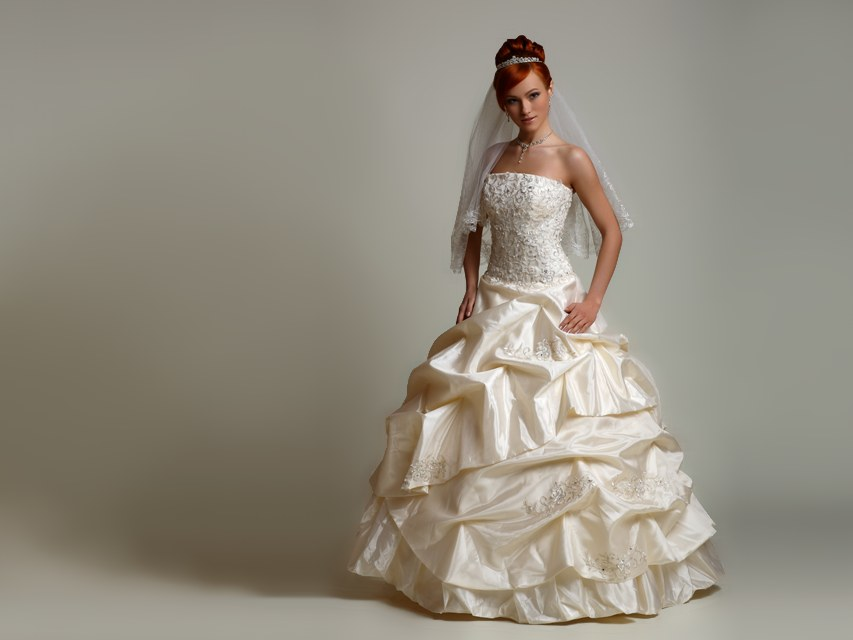
Svatební šaty (Itálie 2011)
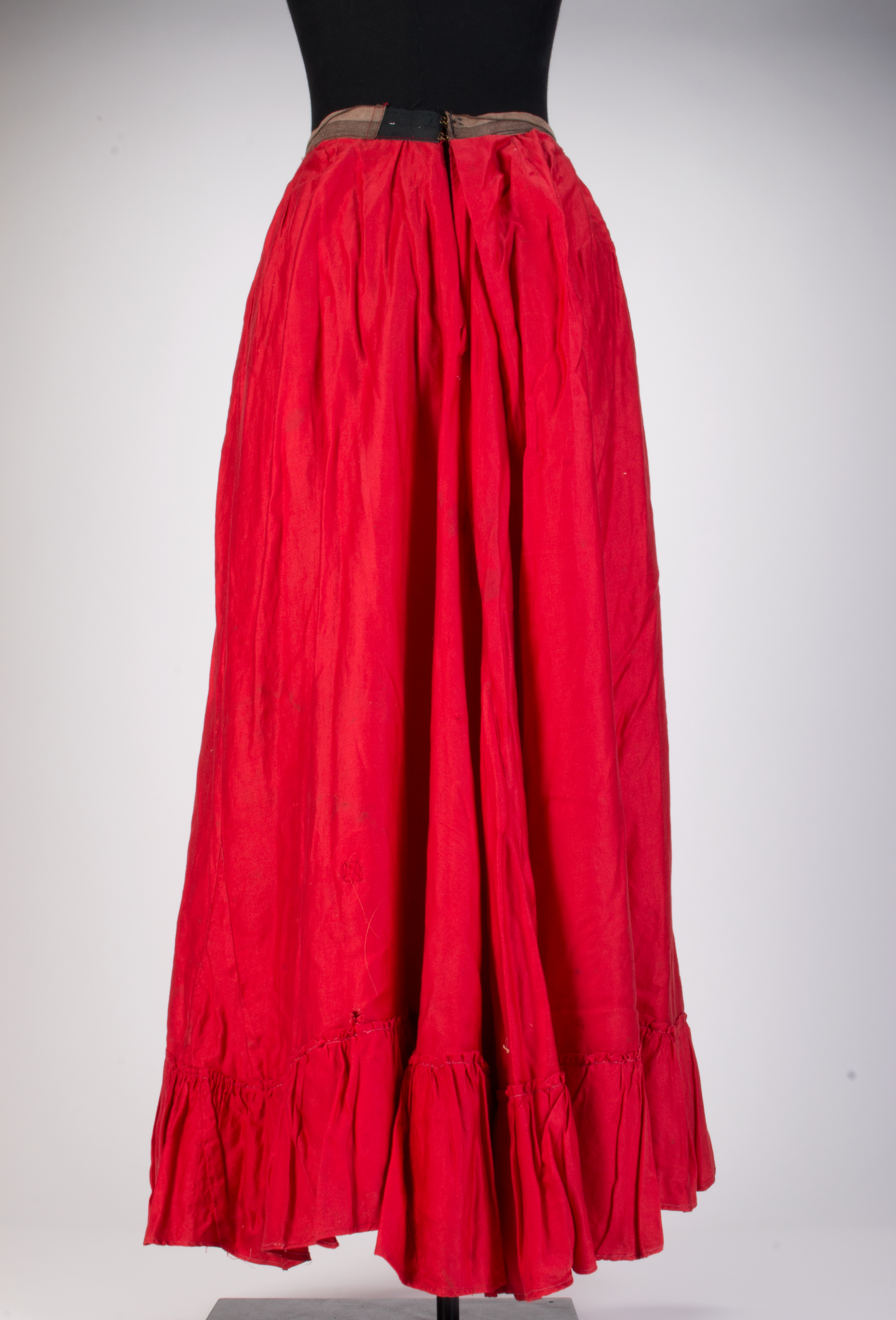
Spodnička z roku 1965
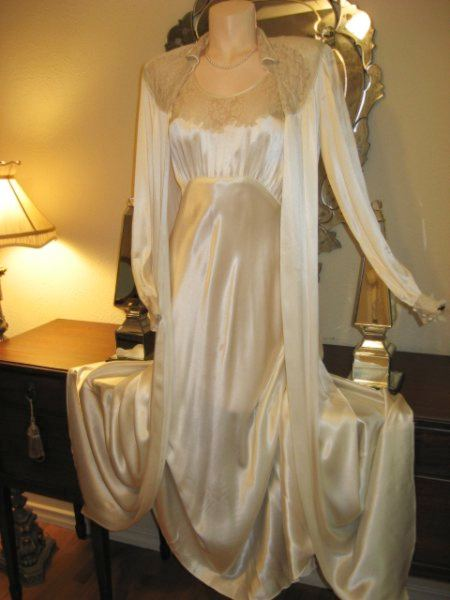
Noční úbor (2007)
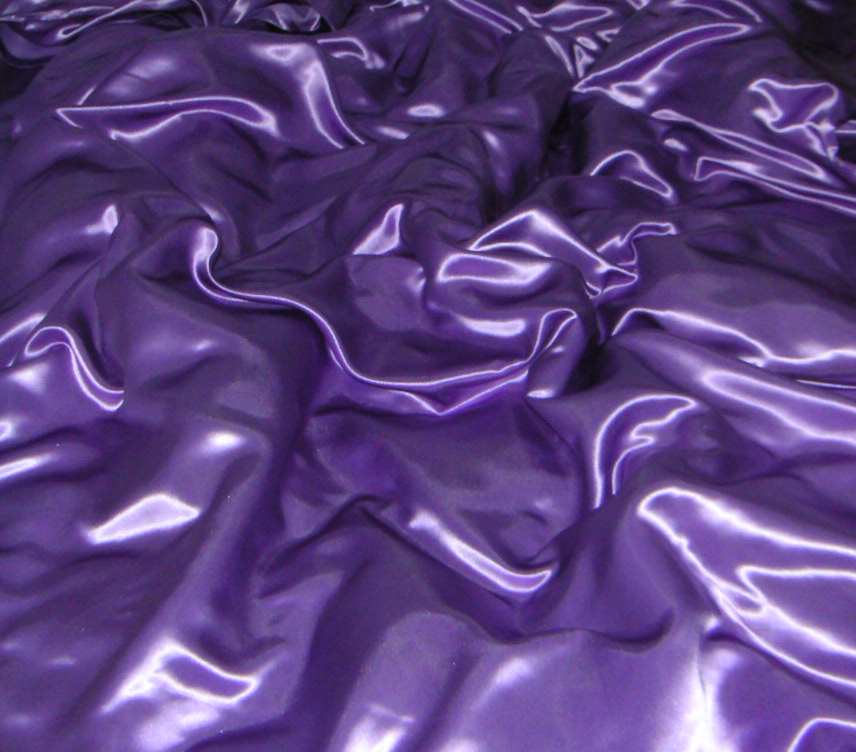
Povlečení z polyesterové příze
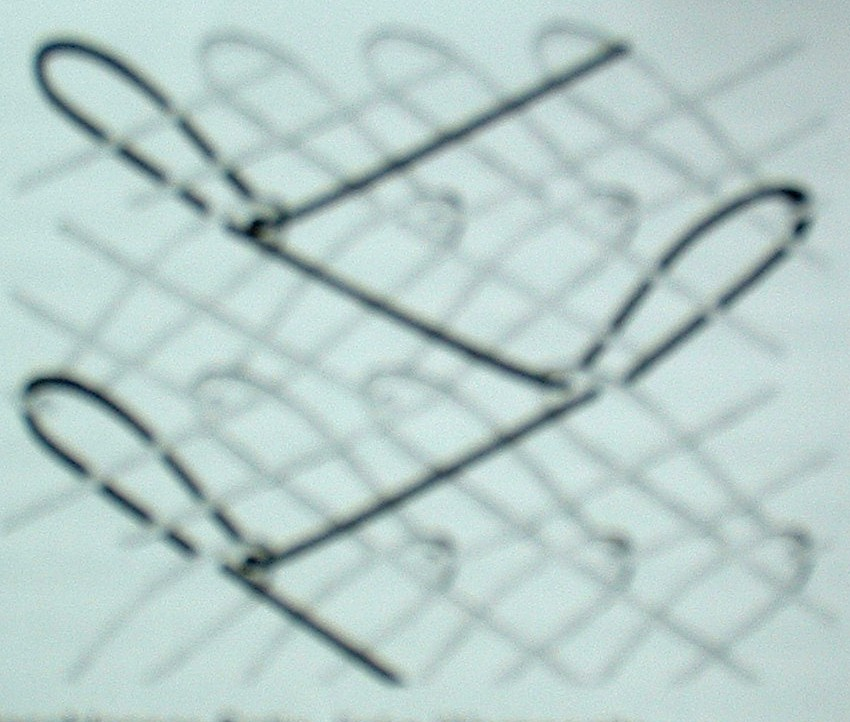
Schéma vazby otevřeného saténu
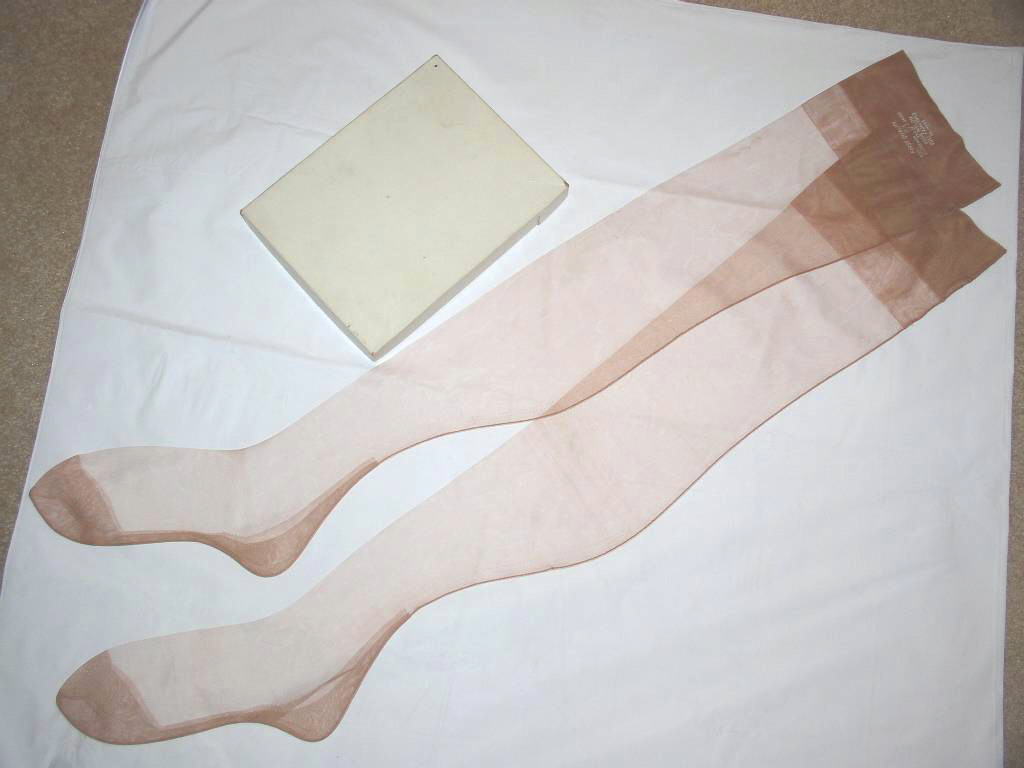
Punčochy satin sheers
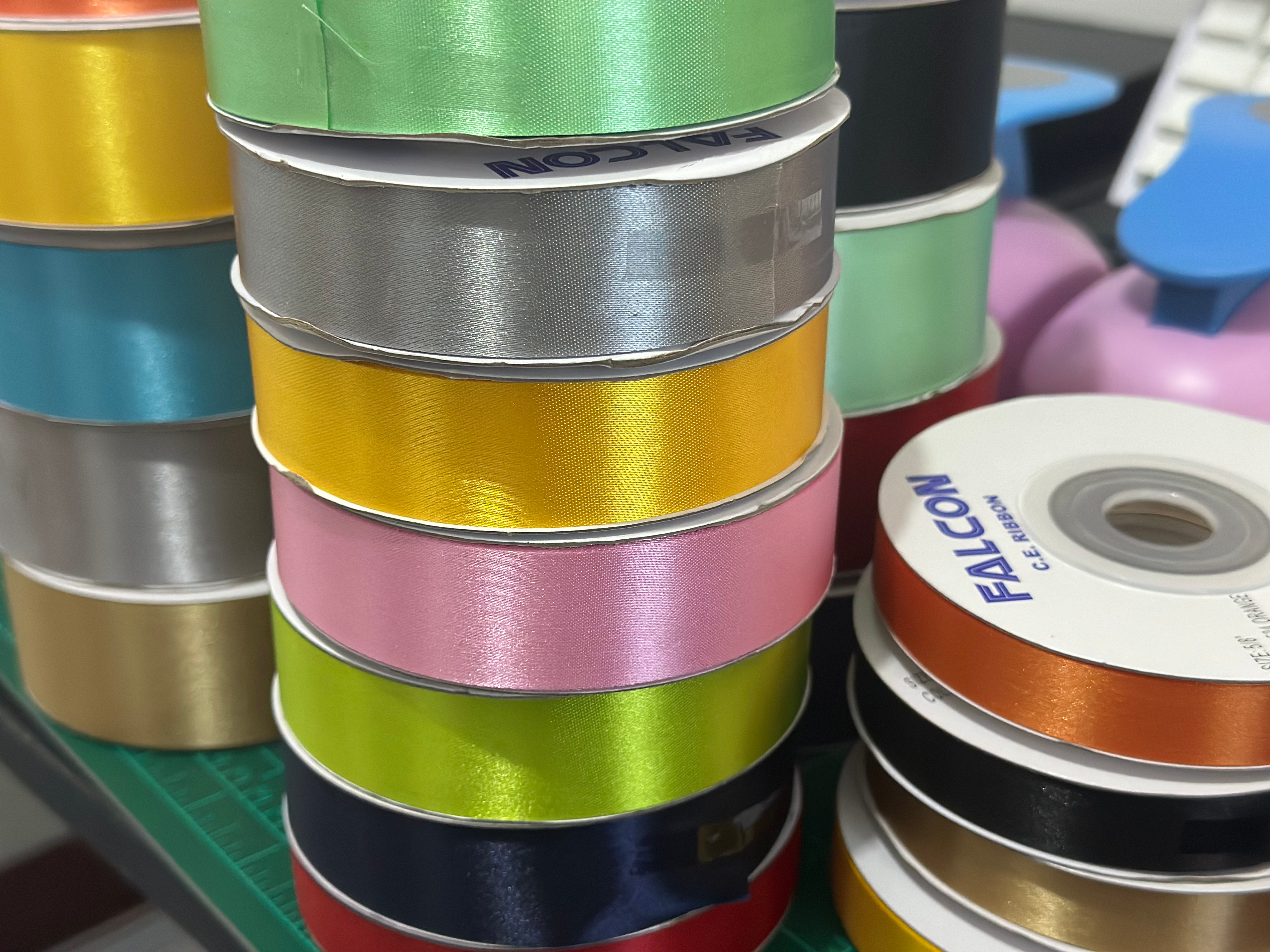
Dekorační stuhy (2024)